# Bruine oogspanner
De bruine oogspanner (Cyclophora quercimontaria) is een nachtvlinder uit de familie van de spanners, de Geometridae. 

## Beschrijving
De voorvleugellengte bedraagt tussen de 11 en 13 millimeter.  De vlinder is nauwelijks te onderscheiden van de gestippelde oogspanner, maar is wat kleiner. De dwarslijn over de voorvleugel buigt bij de costa naar binnen toe af, in tegenstelling tot bij de gestippelde oogspanner, waar deze dwarslijn recht blijft.

## Levenscyclus
De waardplant voor de bruine oogspanner is eik. De vliegtijd is van eind april tot en met mei, en soms een tweede generatie van eind juli tot in augustus. De soort overwintert als pop.

## Voorkomen
De soort komt voor in een groot deel van Europa. De bruine oogspanner is in Nederland en België zeer zeldzaam.